# 志村葉月
志村 葉月（しむら はづき）は、日本のヴァイオリニストである。

## 音楽歴
3歳よりヴァイオリンを始める。ヴァイオリンを戸田弥生、故名倉淑子に、室内楽をローナン・マギルに師事。ウィーン国立音楽大学マスタークラスにてクライス・メッツェルに、イタリアのピエディルーコ国際音楽祭にてルカ・チェフォレッティに師事。各音楽祭にて、欧州各地の演奏会に出演。アメリカ・ボストンのrainbow hall(BOSTON SHOWA)にて開催の、Family day concertでヴァイオリン独奏を披露。

## 学生時代
江口第一種奨学金生として、フェリス女学院大学音楽学部に首席で入学。在学中、学業成績優秀学生として江口第三種奨学金生、自己研鑽型奨学金生に選抜。ソリストオーディションに第1位で合格し「オーケストラ協演の夕べ」にて〝ツィガーヌ〟(ラヴェル)のソリストを好演。2013年～2017年「室内楽の愉しみ」に4年連続で出演。成績優秀者による「第25回卒業演奏会」に出演し〝狂詩曲〟(バルトーク)を演奏。フェリス管弦アンサンブルのコンサートミストレスを務める。在学中、客員教授ローナン・マギル、ウェッルナー・ヴェルチ各氏のレッスン受講生に選抜され、ソロ、室内楽を師事。また、2台のヴァイオリンとピアノのトリオ「Elena Trio」を結成。2014年にサルビアホールにてデビューリサイタルを開催。東京芸術協会主催「新人演奏会」に出演。

## 主な演奏歴
「ラ・フォルジュルネ・オ・ジャポン2016」、テレビ朝日『グッド・モーニング』で生演奏。
乃木坂46『10th YEAR BIRTHDAY LIVE』(総動員数14万人横浜国際総合競技場（日産スタジアムにて2022年5月開催）、BiSH『世界で一番綺麗なBiSH』(国立代々木第一体育館2022年12月開催)に今野均ストリングスとして出演。
秋篠宮・同妃が参列した「第33回全国都市緑化よこはまフェア」式典にて演奏を披露。
2017年より横浜ライオンズクラブ演奏メンバーとして活動。
「第34回荻窪音楽祭」、「ちちぶ国際音楽祭」、「横浜音まつり」、「こうとうジュニア音楽祭」等に参加。音楽を通じた街づくりをライフワークとしている。
野外音楽フェス「Mt.FUJIMAKI」にヴァイオリンのサポートメンバーとして出演。オーガナイザーの藤巻亮太(レミオロメン)をはじめ、ゲストアーティスト TRICERATOPS 和田唱、 フジファブリック山内総一郎、宮沢和史のサポートを務める。また、2019年の同フェスでは、藤巻亮太のサポートをソロヴァイオリンでつとめた他、『3月9日』でトータス松本、ORANGE RANGE 、teto、大塚愛、岸田繁のサポートをつとめる。
「Mt.FUJIMAKI」のテーマソング「Summer Swing」のレコーディングに参加。
サントリーホールデビューコンサート 「Paysage（ペイザージュ）～音で感じる森と海～」(サントリーホール主催公演)にて〝お星さま〟(ポンセ)を演奏。
ジャズピアニスト・桑原あいが新元号をイメージして作曲した「REIWA」のソロヴァイオリニストを務める。J-WAVE「STEP ONE」の番組コーナー「Music＋1」にてオンエアされる。
2019年6月、紀尾井ホールにて開催の「藤巻亮太 ”In the beginning” Epilogue」にて藤巻亮太のサポートヴァイオリニストを務める。
2020年2月紀伊国屋サザンシアターにて開催の「RYOTA FUJIMAKI 紀伊國屋サザンシアター 5days Back to the Music!!!」 に5日間連続でサポートメンバーとして出演。7月には、藤巻亮太初の有料配信ライブとなる『ON YOUR LIVE 2020』にサポートメンバーとして出演。(Streaming+にて配信)ジャズピアニスト桑原あいと共に奏でるアコ ースティック・プレミアム・ライブは、大好評を博した。
同年12月、サントリーホールにて開催のRyota Fujimaki「The Premium Concert 2020」にてカルテットのメンバーとしてフルプログラム出演。
2024年3月ティアラこうとう大ホールにて開催の「こうとうジュニア音楽祭」にてティアラこうとうジュニアオーケストラのソリストを務める。
◼️企業様・団体様向けパーティ等の演奏実績　
ザ・ペニンシュラ東京
ザ・カハラホテル ＆リゾート
パークハイアット
ザ・プリンスパークタワー東京
ホテルニューグランド
横浜ベイホテル東急
THE GRAND GINZA 等

## 近年の出演情報
■2024年3月17日(日)
こうとうジュニア音楽祭でティアラこうとうジュニアオーケストラとソリストで共演
https://www.kcf.or.jp/tiara/event/detail/?id=6936
◽️2024年2月12日(月)
フェリス女学院大学『メサイア』
◽️2024年1月26日(金)
フェリス女学院大学特別公開講座『弦楽フェスティバル』
■2023年12月8日(金)
フェリス女学院大学『管弦アンサンブル定期演奏会』賛助エキストラ出演
■2022年4月1日〜　みなとみらいSTREET MUSIC公認アーティストとしてMM21地区のホテル・商業施設で生演奏 
横浜ライオンズクラブ、横浜中ライオンズクラブ、横浜ロータリークラブが主催のクローズドパーティー、学士会館、THE GRAN GINZA(GINZA SIX)で開催のクローズドパーティで定期的に演奏を行う。
ヴェンティノーヴァ管弦楽団、パソナ夢オーケストラ団員、フェリス管弦楽団に所属し、演奏会に出演予定。現在は精力的に演奏活動を行う傍ら、クロサワバイオリン池袋教室にて後進の指導にあたる。初心者・経験者問わず、随時生徒募集中。

## レコーディング参加作品
2018年
- 「Summer Swing」(藤巻 亮太)

2020年
- BUCK-TICK～トリビュートアルバム『PARADE III ～RESPECTIVE TRACKS OF BUCK-TICK～』「JUST ONE MORE KISS」(藤巻 亮太)
- テレビ東京『ウルトラマン クロニクルZERO&GEED 』主題歌「Heroes」(藤巻 亮太)

## 受賞歴
- 第25回日本クラシック音楽コンクール全国大会優秀賞
- 大阪国際音楽コンクールAge-H入選
- 第21回全日本ジュニアクラシック音楽コンクール弦楽器部門高校生の部審査員賞
- 第23回全日本ジュニアクラシック音楽コンクール弦楽器部門高校生の部審査員特別賞(大会最高位)
- フェリス女学院大学 受賞情報

https://www.ferris.ac.jp/departments/music/winning/

## 記事
- ORICON NEWS【乃木坂46「10th YEAR BIRTHDAY LIVE」（横浜・日産スタジアム）】

https://newspass.jp/a/98lva
- 【Mt.FUJIMAKI2019 ライヴレポート】

http://mtfujimaki.com/report-2019/
- 【藤巻亮太 “In the beginning” Epilogue フォトレポート】

https://www.fujimakiryota.com/live/kioireport1907/
- レコログ【ライヴレポート】藤巻亮太主催の野外音楽フェス「Mt.FUJIMAKI 2019」大盛況！

https://recochoku.jp/ch/recolog/fujimakiryota-03/2/
- ラ・フォル・ジュルネ・オ・ジャポン2016【公式レポートブログ】

https://www.lfj.jp/lfj_2016/lfj_report/post-42.html